# Kirsten Hansteen
Kirsten Hansteen, född 5 januari 1903 i Lyngens kommun, död 17 november 1974, var en norsk politiker (kommunist). Hon var konsultativt statsråd i Sosialdepartementet i samlingsregeringen under år 1945. Hon var Norges första kvinnliga minister. 